# WEEKENDS!!!
WEEKENDS!!! is een lied van Skrillex en Sirah. Het werd uitgegeven op 25 oktober 2010 via iTunes. Het lied verscheen in de hitlijsten in Canada en Duitsland. Tot nu toe is WEEKENDS!!! het enige lied van Skrillex dat in Duitsland in de hitlijsten verscheen.